# جشمة
جِشْمَة (بالتركية: Çeşme)‏ هي مدينة ساحلية على بحر إيجة تابعة لمدينة إزمير غرب تركيا، وفيها ثاني أكبر ميناء في تركيا بعد مدينة إسطنبول. وكانت المدينة معروفة منذ عصور قبل الميلاد وكانت تعرف باسم «سميرنا». حالياً تعتبر المدينة من مدن الجذب السياحي في تركيا لوجود العديد من المنتجعات والمناطق الساحلية والطبيعة المتميزة والآثار القديمة.

## التسمية
تعرف هذه المدينة بأنها نور الشمس لبحر إيجه، أطلق عليها في العصور القديمة «سميرنا» كجزء من سميرنا الكبرى (إزمير)، ليتحور اسمها لاحقاً إلى «سيسوس» خلال زمن الإمبراطورية الرومانية. أما لفظ كلمة جشمة فهي جميعها تعود لمصادر عثمانية، والكلمة فارسية (بالفارسية: جشمة) تعني النافورة، وذلك بسبب كثرة الموارد المائية الباردة المنتشرة بالمنطقة، واشتهرت المدينة ببناء النوافير بالطراز العثماني وكانت تبعد 2 كم عن مركز المدينة الحالية. وكان مؤسس المدينة زاخاس، وتمت متابعتها من قبل شقيقه يالفاك خلال القرن الرابع عشر.

## توأمة
لجشمة اتفاقيات توأمة مع كل من:
- لوليو
- إموناك
- إيكالويت
- أكوريري
- Kirkjubæjarklaustur [الإنجليزية]‏
- كوبر
- الشلندي [الإنجليزية]‏